# Grupo Casino
Grupo Casino, Groupe Casino ou Casino Guichard Perrachon (Euronext: CO) é uma empresa de grande varejo presente na França e em outras regiões do mundo. Presidido por Jean-Charles Naouri, o Grupo Casino é registrado na Bolsa de Valores de Paris e tem como acionista majoritário a empresa Consortium Kretinsky.
Por razões financeiras, o grupo fechou ou vendeu todos os seus supermercados Casino e hipermercados Géant em França a concorrentes entre junho de 2023 e outubro de 2024. Durante esta crise, Casino e Géant estão sendo gradualmente substituídos por concorrentes em vários países. 
O grupo empregava 28.200 pessoas em abril de 2024.

## História
Em 2 de agosto de 1898, Geoffroy Guichard fundou com seu sogro a Companhia de Lojas Cassinos e Estabelecimentos Econômicos de Alimentação, sob a denominação social Guichard-Perrachon & Cie.
O grupo comprou 26% do capital do grupo brasileiro GPA em 1999, antes de fortalecer sua posição para 34,3% em 2005. Em 2024, reduz participação para 22,5%.

### Crise da dívida e mudança de participação acionária (a partir de 2021)
Ao longo de 2021, a dívida voltou a aumentar, passando de 3,9 mil milhões de euros para 5,9 mil milhões de euros. Em três anos, o preço das ações perdeu quase 50% do seu valor.
No início de janeiro de 2024, no âmbito da reestruturação da dívida, o grupo Casino anunciou a venda de 288 lojas, das quais 162 passarão a ser da marca Intermarché, 98 da marca Auchan e 26 da marca Carrefour.
Em 26 de janeiro de 2024, o grupo vendeu a sua participação de 34% no Éxito ao grupo salvadorenho Grupo Calleja por 400 milhões de euros.

## Locais antigos

### Kuwait,BahreineEmirados Árabes Unidos
Em 2017, o grupo Majid Al Futtaim Group comprou a Retail Arabia, dona das lojas Géant, e as substituiu pelas marcas Carrefour e Carrefour Market.

### França
No dia 30 de novembro de 2020, o grupo Casino anunciou a venda de 554 lojas Leader Price, de uma rede de 640 lojas, à ALDI. Em seus resultados do primeiro semestre de 2024, o grupo Casino anunciou que as atividades de franquia Leader Price fazem parte de operações descontinuadas.
Por razões financeiras, o grupo fechou ou vendeu todos os seus supermercados Casino e hipermercados Géant em França a concorrentes entre junho de 2023 e outubro de 2024. 

### África
Em 2023, o Mercure International of Monaco começou a substituir as marcas Casino e Géant pela Coopérative U no Congo-Brazzaville, Gabão e Senegal. 